# Фагерста
Фагерста (швед. Fagersta) — місто у центральній Швеції, у лені  Вестманланд. Адміністративний центр комуни  Фагерста. Населення становить 11130 осіб.   У 20 столітті — один з головних центрів гірничопромислового району Бергслаген. В місті є ГЕС.   
Залізнична станція.   

## Галерея

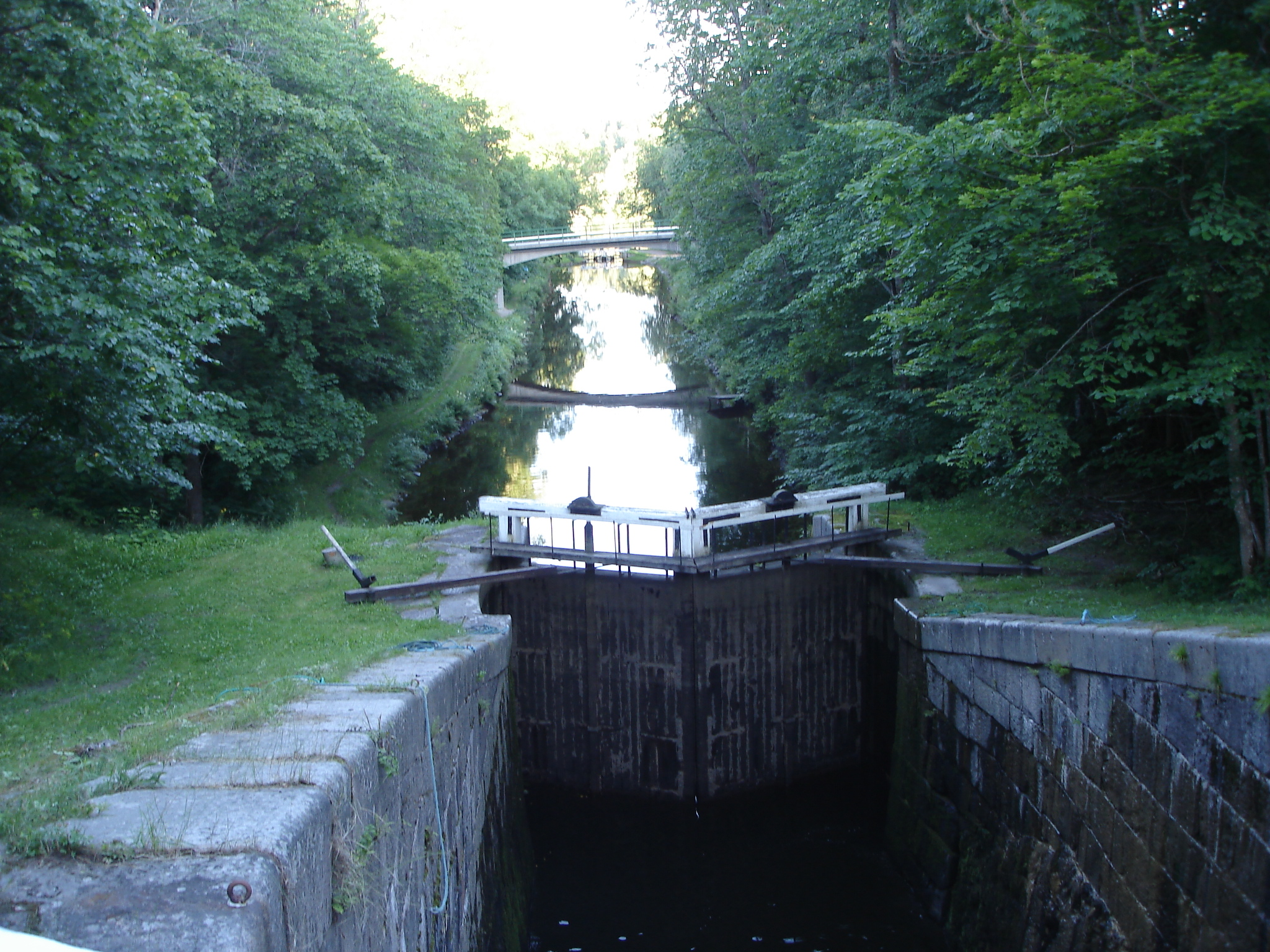
Шлюз на каналі біля місцевої ГЕС. Є частиною траси Стремсгольмського каналу [sv].
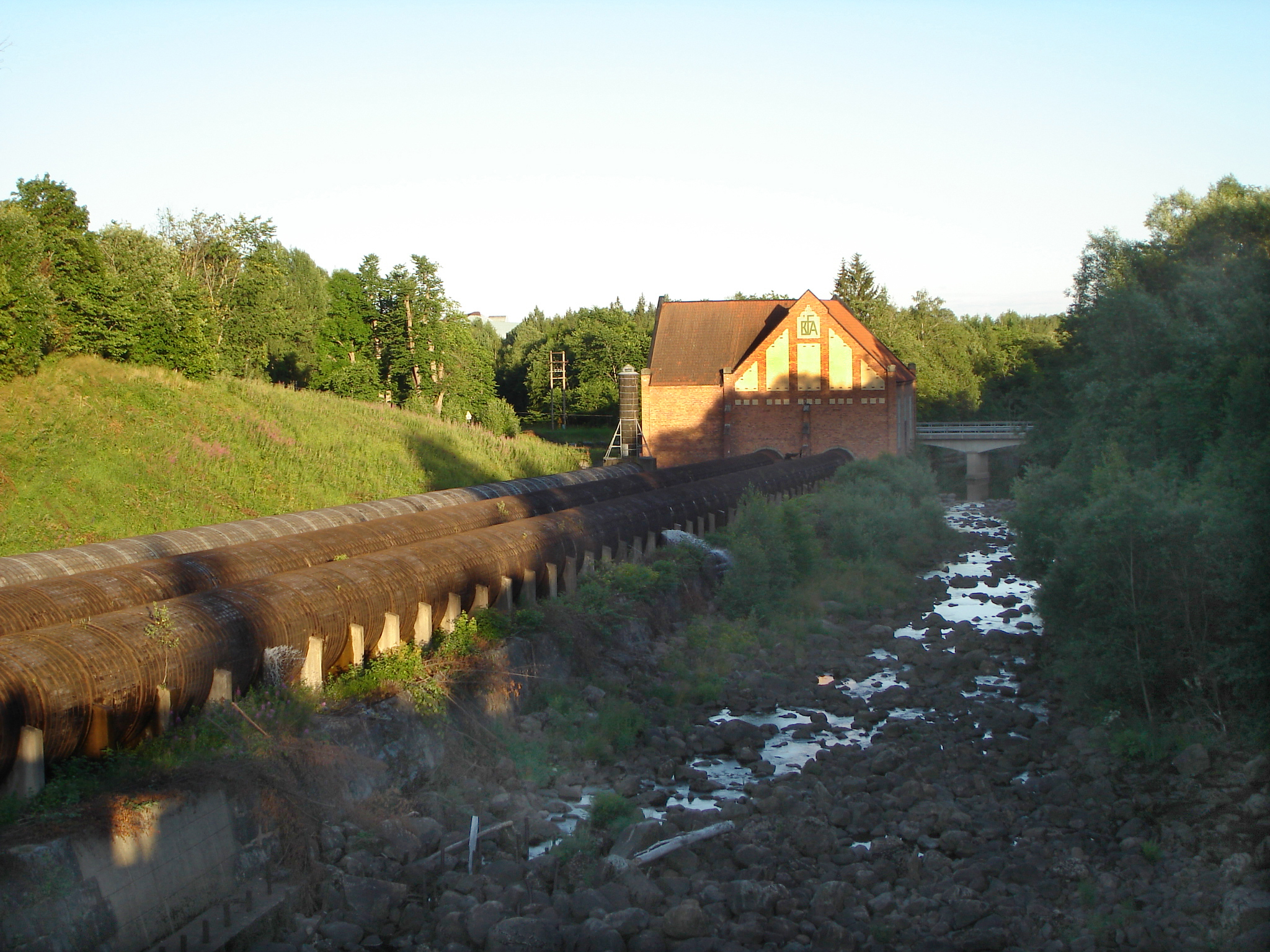
Місцева ГЕС Semlaområdet[sv].

## Персоналії
- Брінелль Йоганн